# Lotta Edholm
Charlotta „Lotta” Kristina Johansdotter Edholm (ur. 8 lutego 1965 w Västerås) – szwedzka polityk i samorządowiec, działaczka Liberałów, od 2022 minister.

## Życiorys
Absolwentka nauk politycznych na Uniwersytecie Sztokholmskim. Zaangażowała się w działalność polityczną w ramach Ludowej Partii Liberałów (która w 2015 zmieniła nazwę na Liberałowie). W latach 1989–1991 pełniła funkcję przewodniczącej jej organizacji młodzieżowej, później była urzędniczką w ministerstwie kultury. Od 1992 do 1994 jako zastępczyni poselska wykonywała obowiązki deputowanej do Riksdagu.
Przez kilkanaście lat działała w samorządzie Sztokholmu, wchodziła m.in. w skład zarządu miasta, w którym odpowiadała za szkolnictwo. W 2020 zrezygnowała z działalności w lokalnej polityce. Podjęła pracę w agencji TeneliusHolm, a w 2021 weszła w skład zarządu grupy szkolnej Tellusgruppen.
W październiku 2022 objęła urząd ministra szkolnictwa w utworzonym wówczas rządzie Ulfa Kristerssona. W czerwcu 2025 przeszła na stanowisko ministra edukacji ponadgimnazjalnej, szkolnictwa wyższego i badań naukowych.
Jej mężem był polityk Lars Leijonborg, małżeństwo zakończyło się rozwodem.